# Maksim Perfiliev

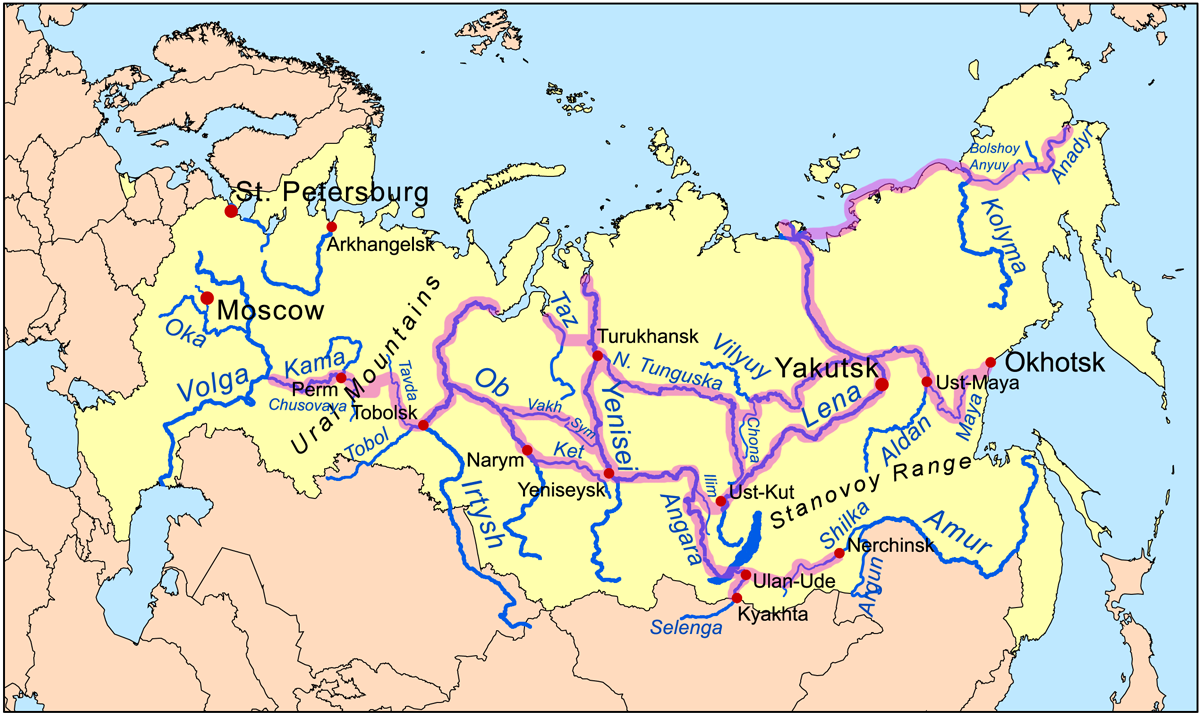
Le réseau fluvial de Siberie.

Maxime Perfiliev (russe : Максим Перфильев, 1580-1638) est un cosaque et l’un des premiers Russes à explorer la Transbaïkalie.
Au cours de l’hiver 1618–19, Perfiliev établit le fort d’Ienisseïsk, sur les rives de l’Ienisseï, point de départ de toute la colonisation russe de la Sibérie. A partir de 1618 et jusqu'en 1627, il pousse toujours plus loin ses explorations, remontant le cours de l’Angara et de l'Ilim, et multipliant les forts défensifs : c'est ainsi qu'en 1631 il fonde le bourg de Bratsk. Il rentre de son périple en 1636 et fait état des richesses agricoles, humaines et géographiques de la vallée du fleuve Amour. En 1639–40, il remonte le cours de la Vitim jusqu'au village de Tsipa, aux marches de la Transbaïkalie, alors appelée Dauria.